# Brockman Mine
Die Brockman Mine ist ein Eisenerz-Bergwerk in der Pilbara-Region von Western Australia, 60 Kilometer nordwestlich von Tom Price. Das Bergwerk wird manchmal auch als Brockman 2 Mine bezeichnet, um sie von der neueren Brockman 4 Mine der Rio Tinto Group in diesem Gebiet zu unterscheiden.
Das Bergwerk befindet sich zu 100 % im Eigentum von Rio Tinto Group und ist eines von dreizehn Eisenerz-Bergwerken, die dieses Unternehmen in der Pilbara-Region betreibt. 2009 förderten die Eisenerz-Bergwerke von Rio Tinto in der Pilbara 202 Millionen Tonnen Eisenerz, 15 % mehr als 2008. Der Anteil an der Weltproduktion von Eisenerz von Rio Tinto aus der Pilbara betrug im Jahr 2009 13 %; die der Weltproduktion betrug 1,59 Milliarden Tonnen.
Die Hamersley Range, wo sich das Bergwerk befindet, enthält 80 % der bekannten Eisenvorkommen Australiens und ist eines der größten Eisenerzvorkommen der Welt.

## Produktion
| \| \|                                                                          |
| Bergbau in der Pilbara-Region. Der rote Punkt markiert die Lage des Bergwerks. |
|                                                                                |

Die Bergwerkaktivitäten von Rio Tinto in der Pilbara begannen 1966. Die Brockman Mine nahm seine Produktion 1992 auf. Das Bergwerk hat eine jährliche Kapazität von 8,7 Millionen Tonnen Eisenerz, die im Tagebau abgebaut werden. Das Erz wird dort bearbeitet, bevor es auf Eisenbahnzüge verladen wird. Das Erz dieser Mine wird anschließend von der Hamersley & Robe River Railway an die Küste transportiert, wo es auf Schiffe verladen wird. Eisenerz von der Brockman Mine, wie das von der Mount Tom Price Mine, Paraburdoo Mine, Channar Mine, Eastern Range Mine, Marandoo Mine und Yandicoogina Mine wird als rohes Feineisenprodukt von den Bergwerken mit der Eisenbahn nach Dampier transportiert. Bevor es auf die Schiffe zum Export verladen wird, wird es gemischt und gesiebt. Die maximale Größe der Eisenerz-Pellets beträgt 31,5 mm und das Feineisenerz maximal 6,3 mm.
Die Minenarbeiter arbeiten in einem 2-Wochenwechsel und werden mit Flugzeugen ein- und ausgeflogen. 2009 beschäftigte das Bergwerk 539 Personen, während es 2008 wegen der Finanzkrise 2008 lediglich 445 waren.
Das Bergwerk befindet sich in unmittelbarer Nähe zur Nammuldi Mine, die auch von Rio Tinto betrieben wird.
Wie die Channar Mine wurde der Abbau in der Brockman 2 Mine während der Finanzkrise 2008 eingestellt. Während der zeitweisen Schließung sank die monatliche Produktion von Rio Tinto auf 1,6 Millionen Tonnes ab und es kam zu einer weiteren Absenkung der Produktion in anderen Bergwerken.
Die Brockman 2 befindet sich im Eigentum der Hamersley Iron Pty Ltd, eine Tochter von Rio Tinto, der sechs Eisenerzbergwerk in der Pilbara gehören, einschließlich der beiden Brockman Mines, und es gehören ihr auch Beteiligungen an zwei weiteren Eisenerz-Minen in der Region.
Am 16. August 2011 kam es zu einem tödlichen Arbeitsunfall im Bergwerk als ein Hydraulik-Zylinder eines Frontladers brach, daraufhin wurde der Betrieb für einige Tage eingestellt. Dies war der zweite Vorfall in den Bergwerken von Rio Tinto innerhalb weniger als drei Monaten.

## Brockman 4 Mine
Rio Tintos neues Projekt, die Brockman 4 Mine befindet sich in der Nähe der Brockman Mine. Es ist ein eigenständiges Bergwerk und wurde 2010 eröffnet. Der Aufbau des Bergwerks kostete 1,52 Milliarden US$ und es ist in der Lage 22 Millionen Tonnen je Jahr zu produzieren, geplant ist eine Verdopplung der Kapazität nach den Planungen von Rio Tinto, um die australische Produktion von 220 Millionen auf 330 Millionen Tonnen je Jahr zu steigern.